# Hal Foster
Harold Rudolph (Hal) Foster (Halifax, 16 augustus 1892 – Spring Hill (Florida), 25 juli 1982) was een Amerikaans striptekenaar van Canadese afkomst die vooral bekend werd door de stripverhalen van Prins Valiant, die hij vanaf 1937 geschreven en getekend heeft. 

## Eerste jaren
Foster was een autodidact. Nadat hij op zijn dertiende de school verliet, ontwikkelde hij zijn kennis op de bibliotheek van Winnipeg. Ook tekenen leerde hij zelf. Om zich de menselijke anatomie meester te maken ging hij zelf naakt voor de spiegel staan en maakte schetsen. In 1910 werkte hij als tekenaar voor de Hudson Bay Company, waar hij damesondergoed tekende voor de postordercatalogus. Als gevolg van een economische crisis die Canada in die jaren teisterde, moest Foster het bedrijf al in 1913 verlaten. Hij begon voor zichzelf. Niet lang daarna ontmoette hij Helen Wells met wie hij in 1915 in het huwelijk trad. Al snel werden er twee kinderen geboren. Aangezien er met tekenen weinig viel te verdienen, werkten Foster en zijn vrouw als gidsen voor jachtgezelschappen. In 1917 besloten ze om goud te zoeken in de omgeving van Lake Rice. Drie jaar later werden ze van hun claim beroofd en keerden ze berooid terug. Foster besloot terug te keren naar zijn oude liefde, het tekenen. Hij vertrok naar Chicago en schreef zich in bij het Chicago Art Institute. Overdag werkte hij bij de Jahn & Ollier Engraving Company en 's avonds volgde hij schilder- en tekenlessen. Na het afsluiten van zijn studie ging hij werken bij de Palense-Young Studio waar hij advertenties en omslagen van tijdschriften ontwierp.

## Tarzan
In 1927 kreeg Foster een nieuwe uitdaging. Joseph H. Neebe had de rechten verworven om de verhalen van Edgar Rice Burroughs over Tarzan om te zetten in een krantenstrip. Neebe richtte zich op de eerste roman van Burroughs, Tarzan of the Apes uit 1912. Aanvankelijk benaderde Neebe een collega van Foster, J. Allen St. John. St. John weigerde omdat hij schrok van de korte deadlines voor de krantenstrip. Niet lang daarna werd Foster benaderd, die ook niet stond te springen, hij beschouwde strips als iets inferieurs. Uiteindelijk overhaalde Neebe Foster. Op 7 januari 1929 verscheen Tarzan in de kranten. Al snel verwierf Foster de bijnaam, de 'Michelangelo of the comic strip'. Fosters Tarzan is nog altijd onovertroffen qua realisme, compositie en anatomie. De uitbeelding van Tarzan door Foster beïnvloedde iedere artiest die na hem de 'heer van de jungle' op papier zou zetten. Foster schreef ook de tekst van de strip. Hij nam het boek van Burroughs en bewerkte de tekst tot korte tekstblokken die onder de tekeningen werden geplaatst. Dit was een nieuwigheid in de stripwereld waar tot dan toe werd gewerkt met tekst in tekstballonnen. Deze techniek gaf Foster alle ruimte voor zijn gedetailleerde tekeningen. Het verhaal van 'Tarzan of the Apes' verscheen in zwart en wit in dagelijkse afleveringen. Nadat hij het verhaal had afgerond, keerde Foster weer terug naar zijn oude baan en ging weer advertenties ontwerpen. Hij zag de strip nog altijd als inferieur vergeleken met zijn andere werk en hij was er niet rouwig om dat Rex Hayden Maxon de strip overnam. Al snel moest Foster echter inzien dat hij iets te snel afscheid had genomen van zijn creatie. De grote crisis van de jaren dertig sloeg toe en veel bedrijven die advertenties maakten, gingen op de fles, ook het bedrijf waar Foster werkte. Met tegenzin aanvaardde Hal Foster het aanbod van Neebe om voor de zondagbijlagen van de kranten een pagina in kleur over Tarzan te maken. Het was de gouden eeuw van de krantenstrip en al snel kreeg Foster gezelschap van Alex Raymond met Flash Gordon, Chester Gould met Dick Tracy en Lee Falk met the Phantom. Strips waren populair in de crisisjaren en Foster ontving veel fanmail. Langzamerhand verloor hij zijn aanvankelijke weerzin tegen de 'inferieure' krantenstrip.

## Geboorte van Prins Valiant
Wel begon Foster genoeg te krijgen van het keurslijf van Tarzan. Hij zocht naar andere goede scenario's voor een strip, maar hij vond geen goede alternatieven. Uit frustratie besloot hij een eigen held te creëren. Dat werd 'Derek, Son of Thane', een naam die al snel werd veranderd in 'Prince Arn'. Voordat Foster echter het idee voorlegde aan United Features Syndicate, het syndicaat waarvoor hij Tarzan tekende, werkte hij eerst zijn idee uit. Hij maakt Arn tot een ridder van de Ronde Tafel en werkte de geschiedenis van zijn hoofdpersoon uit, compleet met vele duizenden tekeningen. United Features wees het idee voor een strip rond Prins Arn echter af. Foster was hierdoor echter niet uit het veld geslagen, dat hij het syndicaat benaderde was eigenlijk niet meer dan een vorm van beleefdheid. William Randolph Hearst de eigenaar van King Features Syndicate had Foster al eerder benaderd met een voor die tijd ongewoon aanbod. Hearst beloofde Foster het eigendom en volledige controle over de stripfiguur die de artiest zou bedenken. Het aanbod was gestoeld op de enorme bewondering die Hearst koesterde voor Hal Fosters Tarzan. Na de afwijzing van United Features ging Foster dus met prins Arn naar de concurrent. Toen Foster zijn plannen voorlegde aan Joseph Connelly, de directeur van King Features Syndicate, veranderde die de naam van Prins Arn in 'Prins Valiant' (de naam van Prins Arn zou overigens weer terugkeren als de naam van de oudste zoon van Valiant). Op 13 februari 1937 verscheen de eerste aflevering van Prince Valiant in the Days of King Arthur.

## Een nieuwe mythe
De strip die Foster rond zijn held creëerde wordt vaak geprezen vanwege de historische nauwkeurigheid. Foster documenteerde zich altijd grondig voor zijn verhalen en tekeningen. Toch bevat het verhaal van prins Valiant een groot aantal anachronismen en is de held ooggetuige van gebeurtenissen die pas veel later in de geschiedenis spelen. De avonturen van Valiant spelen zich bijvoorbeeld af in 'de dagen van koning Arthur'. Er zijn al grote twijfels of er ooit een koning Arthur heeft bestaan, maar als er een historische koning Arthur is geweest, dan leefde deze vorst aan het eind van vijfde eeuw, aan het begin van de Middeleeuwen. Dit was de tijd dat het West-Romeinse Rijk ten onder ging en een grote volksverhuizing op gang kwam. Saksische stammen vielen de Britse eilanden binnen en werden bestreden door de aldaar aanwezige Britse stammen. De legende van koning Arthur stamt uit die tijd. Arthur was vermoedelijk een Britse of misschien zelfs Romeinse legeraanvoerder, die in de legenden uitgroeide tot een koning. Het merendeel van de verhalen rond Arthur werd eigenlijk pas zo'n vijfhonderd tot duizend jaar later op schrift gesteld. Deze schrijvers, zoals de in de vijftiende eeuw levende Thomas Malory in Le Morte d'Arthur, verplaatsten de wapens, kleding en zaken als ridders en kastelen uit hun onmiddellijke omgeving naar de vijfde eeuw. Dit beïnvloedde ook latere interpretaties, zoals bijvoorbeeld The Once and Future King van T.H. White. Ook Foster nam deze anachronismen zonder beperking over. Zo loopt prins Valiant dus rond in een merkwaardige sprookjeswereld, waar ridders in volledige harnassen vechten met Romeinse soldaten en Vikingen, terwijl de architectuur van de kastelen als Camelot dateert uit de late Middeleeuwen. Om de strip te kunnen waarderen moet de wereld van Vailant worden gezien als een mythologische wereld zoals in Le Morte d'Arthur, en niet als historische werkelijkheid. Prins Valiant, de zoon van Aguar, de koning van Thule wordt ridder aan het hof van koning Arthur en bewapend met zijn beroemde 'Zingende Zwaard' beleeft hij allerlei avonturen in een alternatieve middeleeuwse wereld die zich uitstrekt van Noorwegen tot Afrika en van Amerika tot Jeruzalem. Valiant bevecht Hunnen, Moren, Vikingen, indianen, Grieken, Romeinen, Arabieren, Afrikanen en Vandalen. De lezer kon het allemaal wel waarderen. Valiant groeide uit tot een kassucces.

## Van avonturenstrip tot familiestrip
Foster werkte keihard aan zijn strip. Het kostte hem zestig uur per week om steeds een pagina voor de zondagkrant te vervaardigen. Aangezien hij negen tot twaalf weken vooruit werkte, kwam hij nooit in problemen met de deadlines. Soms liet hij zich verleiden om de actualiteit in zijn strip op te voeren. Bijvoorbeeld toen nazi-Duitsland in 1939-1940 zijn Blitzkrieg voerde, liet Foster Valiant een coalitie van volkeren oprichten die de binnenvallende Hunnen bestreden. Het woord 'Hun' was een Amerikaans scheldwoord voor 'Duitser', dus die boodschap was duidelijk. Foster tekende alleen locaties die hij kende of bezocht had. Zo verwerkte hij zijn woonplaats Redding in de staat Connecticut in het gedeelte van de Valiantlegende getiteld 'The New World', uit 1947. In dit verhaal raakt Valiant en zijn gezin verzeild in Noord-Amerika. Dat Valiant een gezin had was overigens ook niet zonder symboliek. De strip begon te verschuiven van een avonturenverhaal naar een familieverhaal. De reden hiervoor was het aflopen van de Tweede Wereldoorlog en de grote babyboom die op de oorlog volgde. Valiant trouwt met Koningin Aleta van de Neveleilanden en krijgt een zoon, prins Arn, en later twee meisjes (een tweeling) en nog een zoon. Foster was erg productief in die jaren. Vanwege de papierschaarste verscheen de Valiantstrip op diverse formaten, en sommige kranten hadden hierdoor extra ruimte op de zondagpagina's. Foster schreef en tekende de informatieve strip 'The Medieval Castle', die als opvulstrook kon dienen. Verder illustreerde hij het boek The Young Knight en creëerde hij een strip naar de roman The Song of Bernadette.

## Laatste jaren
Hoewel Foster Valiant zelf schreef en tekende, werd hij wel ondersteund door diverse assistenten. Foster werd ouder en de deadlines begonnen hun tol te eisen. Zo was de zoon van Foster, Arthur James, zeker twintig jaar betrokken bij de strip. Hij was verantwoordelijk voor het inkten van de achtergrond en het inkleuren van de strip. Begin jaren zestig werd Foster geassisteerd door Phiip Blaisdell, bijgenaamd Tex. Aanvankelijk nam hij alleen het tekenen en inkten van de achtergronden over, maar al snel tekende Blaisdell alles, behalve de gezichten van de belangrijkste personen in de strip. In 1971 werd het tekenen Foster helemaal te veel. Hij zocht naar een collega die het tekenen wilde overnemen. Foster zou zich dan met het schrijven bezighouden. Uiteindelijk werd John Cullen Murphy uitverkoren. Murphy was de bedenker en tekenaar van de strip Big Ben Bolt, over een gepensioneerde bokser, die regelmatig terugkeert in de boksring. Op 16 mei 1971 verscheen de laatste door Foster getekende strippagina. In de jaren daarna bleef Foster de strip schrijven, de lay-outs maken en alles inkleuren. Uiteindelijk beëindigde Foster op 10 februari 1980 de strip. Twee jaar later op 25 juli 1982 overleed hij.

## Interviews
In Stripschrift 204 en in Striprofiel 46. Stripschrift 20 (1970) staat een verslag van een bezoek aan de toen 77-jarige Foster in zijn werkkamer: "Iedere aflevering kost hem ongeveer 53 uur nauwkeurig tekenwerk. (...) In grote lijnen komt zijn werkindeling neer op 5 werkdagen tekenen terwijl het weekend is gereserveerd voor het opzetten van het verhaal en het beantwoorden van fanmail".